# Renato Constantino
Renato Constantino, né le 10 mars 1919 et mort le 15 septembre 1999, est un historien philippin. 
Il est connu pour faire partie de la tradition de gauche de l'historiographie philippine. En plus d'être historien, Constantino était également engagé dans la diplomatie, travaillant pour la Mission des Philippines auprès des Nations unies et le Département des affaires étrangères. 
Pour ses contributions académiques à la lutte contre la dictature de Ferdinand Marcos, son nom est inscrit sur le Mur du Souvenir au Bantayog ng mga Bayani des Philippines (Monument des héros).

## Biographie
Il est le père de l'ancienne présidente de la Commission de la fonction publique Karina Constantino-David et le beau-père du professeur émérite de sociologie de l'Université des Philippines Diliman Randy David. 
Constantino a fréquenté l'Université des Philippines où il est devenu le plus jeune éditeur d'une publication étudiante de l'Université, The Philippine Collegian. Il a écrit des chroniques critiquant le président Manuel Quezon qui ont attiré l'attention de celuic-ci qui répondit à l'article dans l'un de ses discours. Lorsque la Seconde Guerre mondiale a éclaté, Constantino a combattu à Bataan et faisait partie d'une équipe de renseignement espionnant les Japonais. Il a également travaillé comme journaliste pendant la guerre. 
À la fin de la guerre, Constantino a rejoint la Mission des Philippines auprès des Nations unies de 1946 à 1949 en tant que Secrétaire exécutif. Il a travaillé comme conseiller au ministère des Affaires étrangères de 1949 à 1951. Ces expositions au service extérieur sont devenues les fondements d'un livre qu'il a écrit sur les Nations unies. 
Constantino a occupé des postes de professeur à l'Université des Philippines (Diliman et Manille), à l' Université extrême-orientale, à l'université Adamson et à l'Université Arellano. Il a également été professeur invité dans des universités à Londres, en Suède, au Japon, en Allemagne, en Malaisie et en Thaïlande. Il a été membre du comité de rédaction du Journal of Contemporary Asia et administrateur de Focus on the Global South à Bangkok. 
Il a écrit une trentaine de livres et de nombreuses brochures et monographies. Parmi les livres bien connus de Constantino figurent A Past Revisited et The Continuing Past. Il a également écrit The Making of a Filipino (une biographie de Claro M. Recto), Neo-colonial Identity and Counter-Consciousness et The Nationalist Alternative. Plusieurs de ses livres ont été traduits en japonais et The Nationalist Alternative a une traduction en malais. 
Constantino a remporté diverses distinctions pour son travail historique. Il a reçu des prix de nationalisme de Quezon City en 1987, de Manille en 1988, de la Civil Liberties Union en 1988 et de l'Université des Philippines à Manille en 1989. Constantino a également été lauréat du prix Diwa ng Lahi de Manille en 1989. Il a reçu le doctorat en lettres et arts (honoris causa) de l'Université polytechnique des Philippines en 1989 et un doctorat en droit (honoris causa) de l'université des Philippines Diliman en 1990. 

## Travaux
- The Miseducation of the Filipino (1959)
- Recto Reader: Excerpts from the Speeches of Claro M. Recto (1965)
- Veneration Without Understanding (1969)
- The Making of a Filipino: A Story of Philippine Colonial Politics (1969)
- Dissent and Counter-consciousness (1970)
- The Philippines: A Past Revisited (with Letizia R. Constantino; 1975)
- Philippines: A Continuing Past (1978)
- History: Myths and Reality (1992)